# Ce qu'a vu le vent d'ouest
Pour un article plus général, voir Préludes de Debussy.
Ce qu'a vu le vent d'ouest est une composition musicale du compositeur français Claude Debussy. C'est le septième morceau du premier livre des Préludes, écrit entre la fin de 1909 et au début de 1910. La pièce, en fa dièse mineur, totalise 72 mesures et se joue en environ quatre minutes.

## Contexte et influence

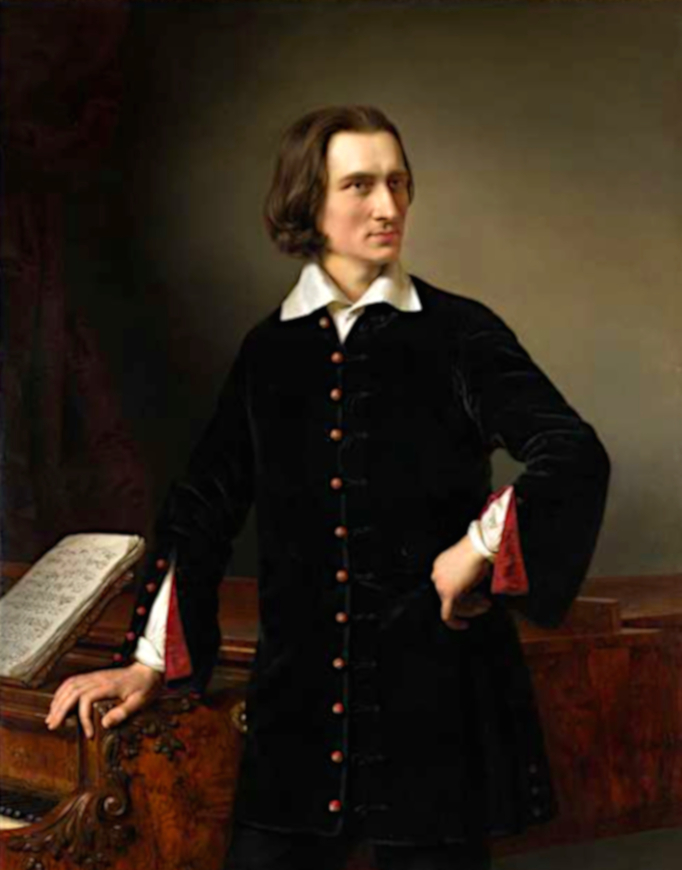
Lors de la composition, Debussy est influencé par les œuvres musicales de Franz Liszt...

... et l'œuvre littéraire d'Hans Christian Andersen.

Le titre de la pièce est inspiré par l'histoire racontée dans « Le Jardin du paradis », un conte de Hans Christian Andersen, traduit et publié en français en 1907. Debussy est connu pour sa prédilection pour les histoires d'Andersen et c'est le personnage de Zéphyr décrit par cet auteur, « un vent d'ouest » pour les Danois, qui aurait inspiré Debussy dans la composition de ce prélude. 

Dans Le Jardin du paradis, le passage relatant Ce qu'a vu le vent d'ouest est le suivant : 

« Des forêts désertes où les lianes épineuses forment une haie entre chaque arbre, où le serpent aquatique se roule dans l’herbe humide, et où l'homme est de trop [...] Je regardais le fleuve qui jaillit du roc se changer en poussière et monter dans les nues pour y former l’arc-en-ciel. J'ai vu le buffle sauvage emporté par le torrent : une bande de canards le suivait sur l'eau, mais ils prirent leur vol en arrivant aux cataractes, tandis que lui fut entraîné au fond. Quel beau spectacle ! Transporté de joie, je soufflai une tempête avec tant de force que les vieux arbres furent déracinés et livrés au vent comme des feuilles. [...] J'ai fait des culbutes dans les savanes, j’ai caressé les chevaux sauvages et abattu les noix des cocotiers. »

Dans ses aspects techniques, la pièce a été influencée par l'œuvre de Franz Liszt,, notamment dans l'utilisation de « balayage en arpèges » au début de la pièce, qui conduisent à l'essor d'accords, forts et d'extrême dissonance.

## Histoire
Ce prélude est l'une des trois œuvres du Livre I – avec La Sérénade interrompue et La Cathédrale engloutie – dont la date d'achèvement est inconnue Il est publié en avril 1910, au sein du premier livre des préludes et est créé au Casino de Stockbridge le 26 juillet 1910, avec Walter Morse Rummel au piano.
En raison de la nature délicate de ce prélude, il est considéré comme un morceau d'interprétation virtuose et le premier de ce genre dans le recueil des préludes.

## Analyse

### Au sein du Livre I des Préludes
Debussy est connu pour son extrême rigueur dans le placement de ses préludes. Le pianiste et écrivain Paul Roberts affirme que ce prélude, avec le prélude qui le précède et le suit, composent la forme « d'arche centrale » du Premier Livre, les trois pièces étant chargées de fournir parmi les préludes du premier livre, le plus de « contraste ». Le sixième prélude, Des pas sur la neige, dégage un sentiment de tristesse et d'isolement, tandis que La Fille aux cheveux de lin — la huitième —apporte une sensation de chaleur et de douceur. Contrastant avec ces deux préludes, Le vent d'Ouest évoque le tumulte de la nature, que Lederer décrit comme une exposition « cathartique de la violence ». En plaçant ces trois préludes dans cet ordre particulier, Debussy veille à ce que ce prélude sans doute le plus difficile techniquement de l'ensemble des préludes soit entouré des deux plus simples à jouer, parmi les vingt-quatre.

## Discographie sélective
- Debussy : Piano works Vol. 4, François-Joël Thiollier (piano), Naxos 8.553293, 1998[12].
- Debussy: Préludes, Steven Osborne (piano), Hyperion Records CDA 67530, 2006[13].
- Debussy : Complete Works for Piano, Volume 1, Jean-Efflam Bavouzet (piano), Chandos Records CHAN 10421, 2007[14].
- Debussy : The Solo Piano Works, Noriko Ogawa (piano), BIS Records CD 1955/56, 2012[15].
- Claude Debussy : The complete works, CD 3, Yuri Egorov (piano), Warner Classics, 2018[16].